# Leonhard Kaupisch
Leonard Kaupisch, född 1 september 1878 i Bitterfeld, död 26 september 1945 i Weimar, var en tysk militär.
Leonard Kaupisch blev officer vid artilleriet 1900, överste 1927, generallöjtnant 1932 och general vid flygvapnet 1935. Kaupisch tjänstgjorde 1913–1914 som flygspanare, i första världskriget huvudsakligen i stabstjänst samt efter kriget fram till 1932, då han erhöll avsked, främst vid artilleriet. Kaupisch blev i april 1934 president i luftfartsstyrelsen i Berlin samt återinträdde 1935 i tjänst som befälhavare för 2:a flygområdet, han erhöll åter avsked 1938. Vid andra världskrigets utbrott kom Kaupisch åter i tjänst och erhöll i mars 1940 befälet över invasionstrupperna mot Danmark. Sedan ockupationen genomförts, avgick Kaupisch i juni samma år från befälet över ockupationsstyrkorna och framträdde sedan inte mer.